# Neoischnaspis orthosoma
Neoischnaspis orthosoma är en insektsart som beskrevs av Fonseca 1969. Neoischnaspis orthosoma ingår i släktet Neoischnaspis och familjen pansarsköldlöss. Inga underarter finns listade i Catalogue of Life.